# حدقة منتبذة
حدقة منتبذة أو انزياح البؤبؤ (بالإنجليزية: Corectopia) هي انزياح حدقة العين من موضعها الطبيعي. قد يكون هذا الأمر مُرتبطًا بقصر النظر المُرتفع أو انتباذ العدسة، أو نتيجةً لحالاتٍ أخرى. يتم علاج هذه الحالة بواسطة التدخل الجراحي أو الطبي في بعض الحالات.